# Lista najwyższych budynków w Honolulu

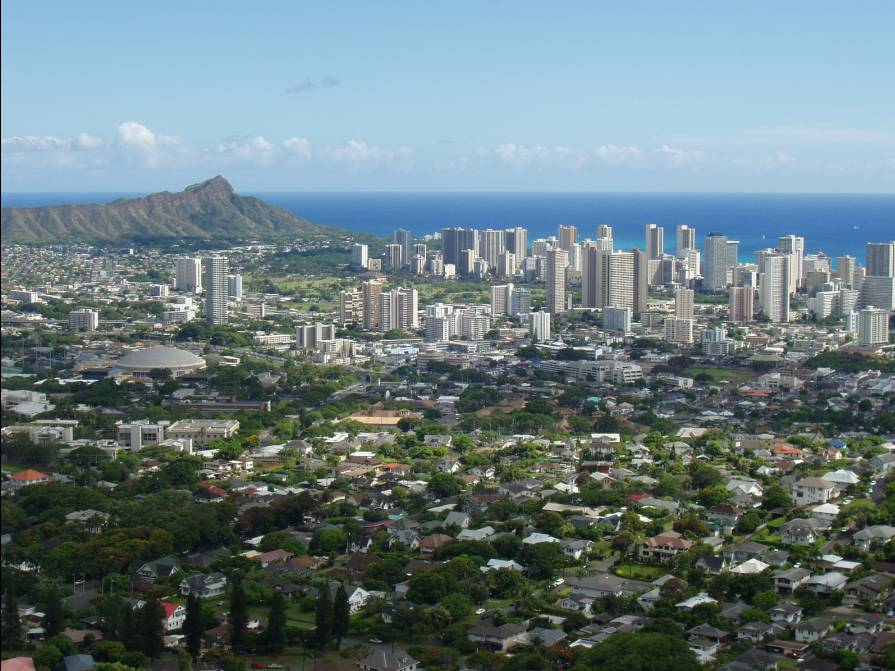
Honolulu

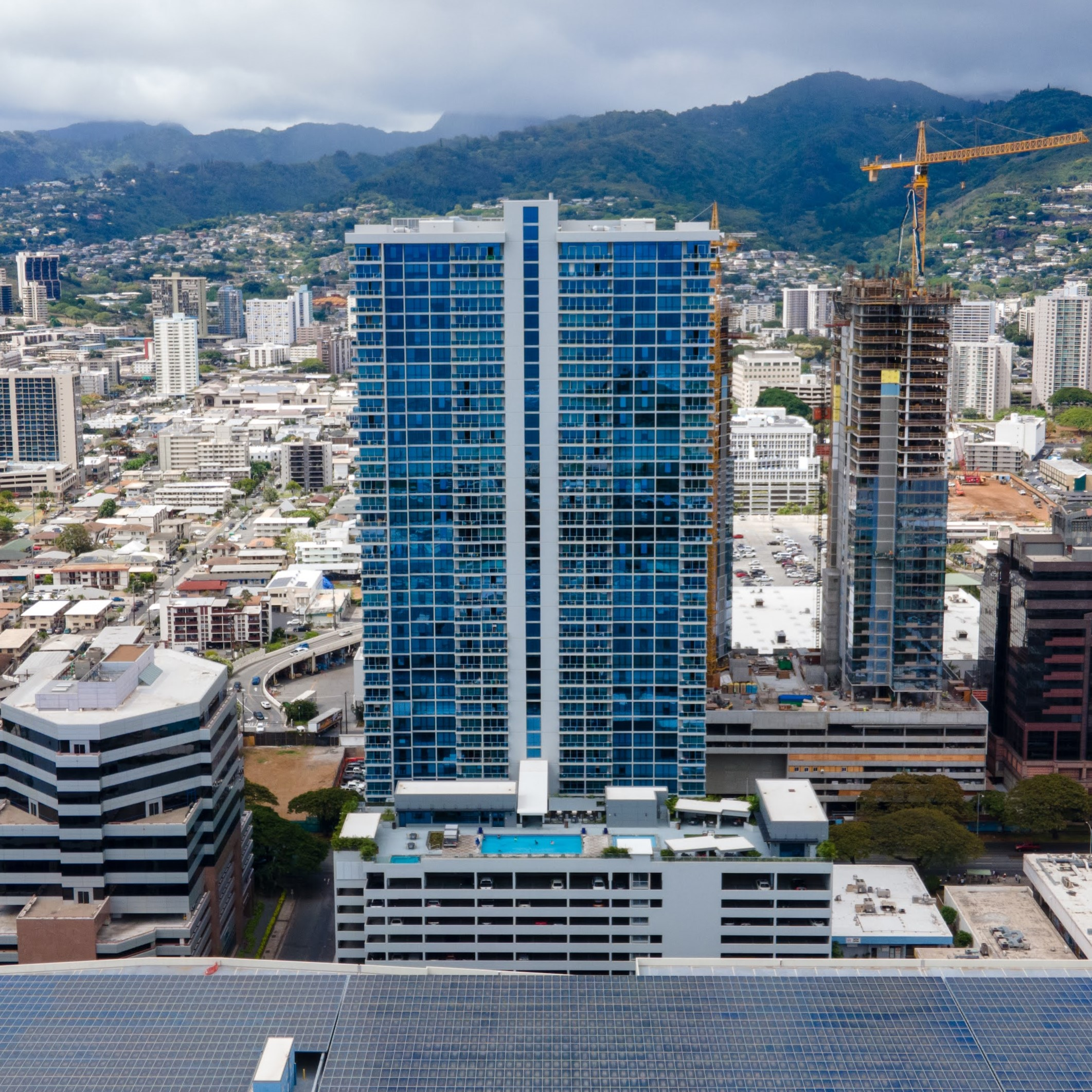
The Central Ala Moana (2022)

Honolulu jest miastem w USA. Jest ono największym skupiskiem wysokich budynków na Hawajach. W 2024 znajdowały się tutaj 92 budynki przekraczające 91 metrów wysokości. 

## Lista
| Numer | Budynek                  | Wysokość strukturalna | Liczba pięter | Rok budowy |
| ----- | ------------------------ | --------------------- | ------------- | ---------- |
| 1.    | The Central Ala Moana    | 133 m                 | 43            | 2021       |
| 2.    | First Hawaiian Center    | 131 m                 | 30            | 1996       |
| 3.    | The Collection           | 129 m                 | 43            | 2016       |
| 4.    | Moana Pacific East Tower | 129 m                 | 46            | 2008       |
| 5.    | Moana Pacific West Tower | 129 m                 | 46            | 2008       |
| 6.    | Keola Lai                | 128 m                 | 42            | 2008       |
| 7.    | Hokua at 1288 Ala Moana  | 127 m                 | 40            | 2006       |
| 8.    | Pacifica Honolulu        | 127 m                 | 46            | 2011       |
| 9.    | The Waiea                | 127 m                 | 36            | 2016       |
| 10.   | Waihonua at Kewalo       | 127 m                 | 43            | 2015       |
| 11.   | Nauru Tower              | 127 m                 | 44            | 1992       |